# نبرد سوآسون (۹۲۳ میلادی)
نبرد سوآسون در ۱۵ ژوئن ۹۲۳ بین اتحادی از اشراف شورشی فرانک به رهبری روبر یکم، که در مجلس سال قبل به عنوان پادشاه انتخاب شد، و ارتشی متشکل از نیروهای لوتارنژی، نورمن‌ها و کارولنژی به فرماندهی پادشاه شارل سوم جنگید. نبرد در سوآسون، در نزدیکی ان رخ داد. روبر کشته شد، اما ارتش او در جنگ پیروز شد. شارل توسط هربرت دوم، کنت ورماندوا و برادرزن روبر، زندانی شد و تا زمان مرگش در سال ۹۲۹ در اسارت بود. رودولف، دوک بورگوندی، داماد روبر، جانشین او به عنوان پادشاه فرانک باختری شد.
پس از مرگ شارلمانی، اقتدار سلطنتی کارولنژی‌ها به دلیل تهاجمات مداوم وایکینگ‌ها، جنگ‌های داخلی و درگیری با دست‌نشاندگان، عمدتاً روبرتیان رو به افول گذاشت. از آغاز، وضعیت سیاسی سلطنت شارل شکننده بود. اشراف فرانک تمایلی به پذیرش اقتدار او نداشتند. یکی از معدود متحدان او بالدوین دوم، مارگراف فلاندر بود. تلاش‌های شارل برای بازگرداندن قدرت کارولنژی‌ها بر لوتارنژی، سرزمین اجداد و همسر اولش فردرونا، باعث شد که او به عنوان پادشاه لوتارنژی در سال ۹۱۱ انتخاب شود و با اشراف محلی مانند گیلبرت، دوک لورن تضاد منافع پیدا کند.
پس از سال ۹۱۸، اشراف فرانک باختری مخالفت خود را با حکومت شارل نشان دادند. دلیل اصلی افزایش قدرت هاگانو، یک نجیب لوتارنژی بود که مشاور مورد علاقه پادشاه بود. در سال ۹۲۰ گروهی از اشراف فرانک به رهبری روبر، برادر پادشاه قبلی اودو، شارل را ربودند. آنها سعی کردند او را مجبور به عزل هاگانو کنند، اما اسقف اعظم هروئوس از رنس شورشیان را متقاعد کرد که پادشاه را آزاد کنند.
قیام نظامی بزرگان فرانک در سال ۹۲۲ آغاز شد. شارل بهره‌مندی از صومعه چلز را از عمه خود روتیلد، دختر شارل دوم برداشت و آن را به هاگانو منتقل کرد. این عمل مستقیماً بر منافع روبرتیان تأثیر گذاشت، زیرا روتیلد مادرشوهر پسر روبر، اوگ بزرگ بود. در مجمعی در سوآسون در ۲۹ ژوئن، اشراف شورشی شارل را خلع کرده و رابرت را به عنوان پادشاه خود انتخاب کردند. اسقف اعظم والتر سنس روز بعد او را در رنس تاجگذاری کرد.